# Insurrection de Palerme
Pour les articles homonymes, voir Bataille de Palerme.
Guerres du Risorgimento : expédition des Mille
Batailles
- Calatafimi
- Palerme
- Milazzo
- Reggio
- Castelfidardo
- Caiazzo
- Volturno
- Garigliano
- Gaète

L’insurrection de Palerme désigne la série d'événements qui, du 27 au 30 mai 1860, permettent la conquête de la ville de Palerme par les garibaldiens lors de l'expédition des Mille.

## Contexte

### Monreale
Après la victoire de la bataille de Calatafimi, le général Garibaldi décide de marcher sur Palerme, qui est le principal objectif sicilien de l'expédition. Dans le même temps, dans le camp bourbonien, le gouverneur Paolo Ruffo, prince de Castelcicala, âgé de 71 ans, est remplacé par le commissaire extraordinaire Lanza (âgé de 73 ans), ce dernier envisage de se retirer sur Messine afin de reprendre la contre-offensive comme cela fut le cas en 1848. Après avoir été stationné jusqu'au 16 mai à Calatafimi, le 17 les Mille débutent la marche vers Palerme, s’arrêtant à Alcamo et arrivant le 18 à Partinico, où sont encore visibles les conséquences des exactions de la population à l'encontre des troupes bourboniennes au cours de leur retraite. Ils s'arrêtent un peu au-delà de Borgetto sur la route de Monreale-Palerme. Le principal problème de la conquête de la capitale de l'île est l'énorme disparité des forces en présence : Garibaldi, avec environ 900 volontaires à l'origine de l'expédition et quelques milliers de révoltés siciliens dont l'espoir de réussite réside principalement en l'insurrection de la population palermitaine, en face, 21 000 soldats bourboniens. Voulant d'abord attaquer Monreale puis descendre sur Palerme, Garibaldi se met en contact avec Rosolino Pilo, qui est à la tête des insurgés siciliens, afin qu'il attaque le flanc des soldats napolitains pour les obliger à reculer. À Monreale, trois bataillons et 3 000 mercenaires étrangers commandés par le colonel Von Mechel (d) et le major Del Bosco (en) sont présents, n'attendant pas l'attaque des Siciliens mais le matin du 21 mai, il passe à l'offensive. Dans les combats qui s’ensuivent, Pilo est tué.

### Parco

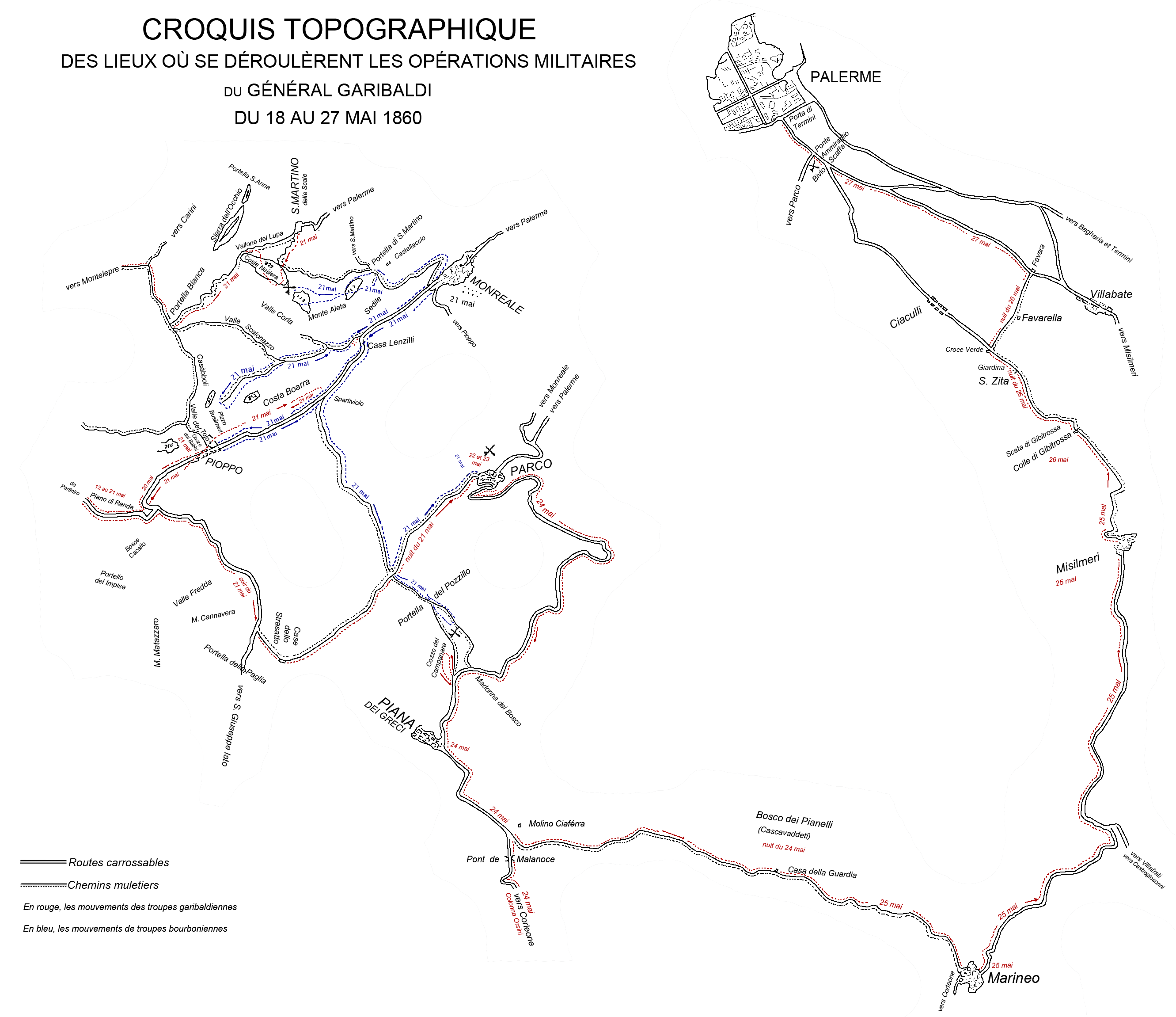
Les opérations militaires du général Garibaldi du 18 au 27 mai 1860

Compte tenu de la position occupée sur le plateau de Renda qui le rend vulnérable à une offensive ennemie, Garibaldi décide de se retirer vers Parco (aujourd'hui Altofonte) distant d'un dizaine de kilomètres de Monreale. Après avoir commandé aux troupes de Partinico et Piana dei Greci de rester en place pour engager l'ennemi (avec l'ordre de se retirer au cas où les combats deviendraient trop vigoureux), à minuit le 21 mai, il lève le camp et marche dans l'obscurité et sous une pluie battante. Il suit initialement la route de San Giuseppe Jato puis un chemin destinée aux mulets qui doit conduire les Garibaldiens à l'objectif fixé. Le silence le plus strict est imposé. En plus de la boue qui entrave le mouvement et le fait que, souvent, au lieu de suivre le chemin les hommes coupent à travers les champs cultivés, la difficulté majeure provient du transport de l'artillerie, une tâche accomplie grâce à l'aide des agriculteurs de Parco. Arrivés à destination, les habitants de Parco veulent accueillir de manière festive les Mille en illuminant les balcons et en allumant des flambeaux, ce que le général interdit pour ne pas être découvert par les bourboniens, qui sont de l'autre côté de la vallée.
Le campement est placé sur la colline dite Cozzo di Crasto à environ 200 mètres en hauteur du village. À ce stade, l'expédition se trouve sur le côté sud de la ville de Palerme et il devient facile pour Garibaldi de se joindre avec La Masa qui depuis le 20 mai se trouve à Gibilrossa (un hameau de Misilmeri) avec les troupes qu'il a, au nom du chef de la région des Mille, recueillies après Calatafimi. Garibaldi s'occupe également de la partie « politique » de l'expédition en nommant le 22 mai, le gouverneur du district de Palerme, Paolo Migliore.
Pendant ce temps, les bourboniens décident d'attaquer les Milles près de Parco comme l'espère par ailleurs Garibaldi. La première tentative a lieu le 23 mai quand une colonne sort de Palerme mais ne réussit pas à dépasser le mont dit del Fico, qui se trouve face au Cozzo di Crasto. Le 24 mai, trois colonnes se déplacent, l'une composée de deux bataillons de Palerme sous le commandement du général Colonna et deux de Monreale de sept bataillons, sous le commandement de von Mechel, afin de prendre d'assaut le camp de Garibaldi. Le plan prévoit que, pendant que les deux colonnes attaquent frontalement, la troisième assaillirait par derrière les Mille depuis le mont Rebottone qui domine le Cozzo di Crasto et bloque la route de Piana dei Greci. Garibaldi, afin de ne pas être pris au piège, décide de battre en retraite vers Piana laissant 100 hommes en arrière-garde, et quelques escouades sur le mont Moarda, prolongement occidental du Rebottone.
L'ordre de se retirer de Piana est également communiqué à La Masa. La retraite ne suit pas la route mais des raccourcis présents sur le plateau Vers onze heures du matin, les forces de Garibaldi entrent en contact avec les bourboniens qui tentent d'attaquer les Mille. Après avoir repoussé l'ennemi, Garibaldi arrive dans la petite ville à 2 heures l'après-midi. L'artillerie, en suivant la route carrossable, réussit à arriver à 6 heures. Vers 11 heures, les escouades siciliennes en poste à Moarda n'entendant plus l'artillerie et voyant les Mille se retirer, commencent à se disloquer accusant les « continentaux » de trahison. La Masa rencontre vers Mezzagno de nombreux fuyards de ces escouades et il réussit à les rassembler, leur expliquant qu'il s'agit d'une action stratégique et en les menaçant de les exécuter. S'apercevant que Mezzagno grouille d'ennemis et informé que Garibaldi veut se retirer à l'intérieur de l'île, il se rend à Marineo, où il arrive le soir et adresse une lettre à Garibaldi lui demandant de rendre visite à ses troupes de Gibilrossa, qu'il prétend être fortes et nombreuses et de ne pas renoncer à l'attaque sur Palerme, décision qui aurait été du plus mauvais effet sur le moral de Parlermitains. La Masa craint que ses troupes ne se dispersent en apprenant la nouvelle de la retraite des Mille. Il se rend au camp Gibilrossa où il arrive à minuit.
Les forces bourboniennes, à l'exception de celles du général Colonna rentrées à Palerme, restent dans l'attente à Parco toute la journée du 24, ne tentant pas d’autres attaques sauf une tentative infructueuse à la gorge du Pozzilo.

### Piana dei Greci
Alors que Garibaldi est à Piana dei Greci, le rassemblement général est sonné au cours de la soirée, l'artillerie, les blessés, les malades, une quarantaine de chariots à bagages et 150 picciotti de Corleone commandés par Vincenzo Giordano Orsini partent en direction de Corleone (s'éloignant ainsi de Palerme) pendant que le reste des troupes (environ 750 volontaires) avec Garibaldi les suit une heure plus tard. L'artillerie continue sa retraite vers le centre de l'île, le reste des volontaires tourne à gauche, après le pont sur la Malanoce, prenant le chemin de terre qui conduit à Santa Cristina Gela et s'arrête au Chianetta (Pianetto) à environ un kilomètre du village afin de se reposer le reste de la nuit. Le 25 mai, les 750 volontaires emmenés par Garibaldi poursuivent par Marineo tandis que les Napolitains (environ 3 000 hommes) sous le commandement de Von Mechel et Del Bosco arrivent à Piana dei Greci, où ils restent jusqu'au soir du 26 mai, se déplaçant à la poursuite de la colonne Orsini, qu'ils croient être l'expédition entière.
La nouvelle selon laquelle les insurgés associés à Garibaldi se sont dispersés et retournent chez eux arrive à Naples, puis le 27 à Rome et enfin le 29 mai à Vienne.
Garibaldi reparti de Chianetta le 25 au matin se rend à Marineo, où il arrive vers 11 heures. Il se rend sur le mont Calvario pour observer la situation. Il écrit plus tard à La Masa qu'il espère le lendemain aller à Gibilrossa. En fait, il repart le jour même dans la direction de Misilmeri et il y arrive à une heure du matin. À quatre heures, il tient un conseil de guerre, auquel participe La Masa, et il décide d'attaquer la capitale de l'île. À cinq heures, tout est terminé, Garibaldi dit à Nino Bixio le célèbre échange : « Nino, demain à Palerme », auquel celui-ci répond : « ou à Palerme ou en enfer ». Corrao, qui a pris la place de Pilo est averti de se tenir prêt à coopérer à l'attaque avec ses hommes qui se trouvent sur les collines à l'Ouest de la ville,.

## L'assaut sur Palerme

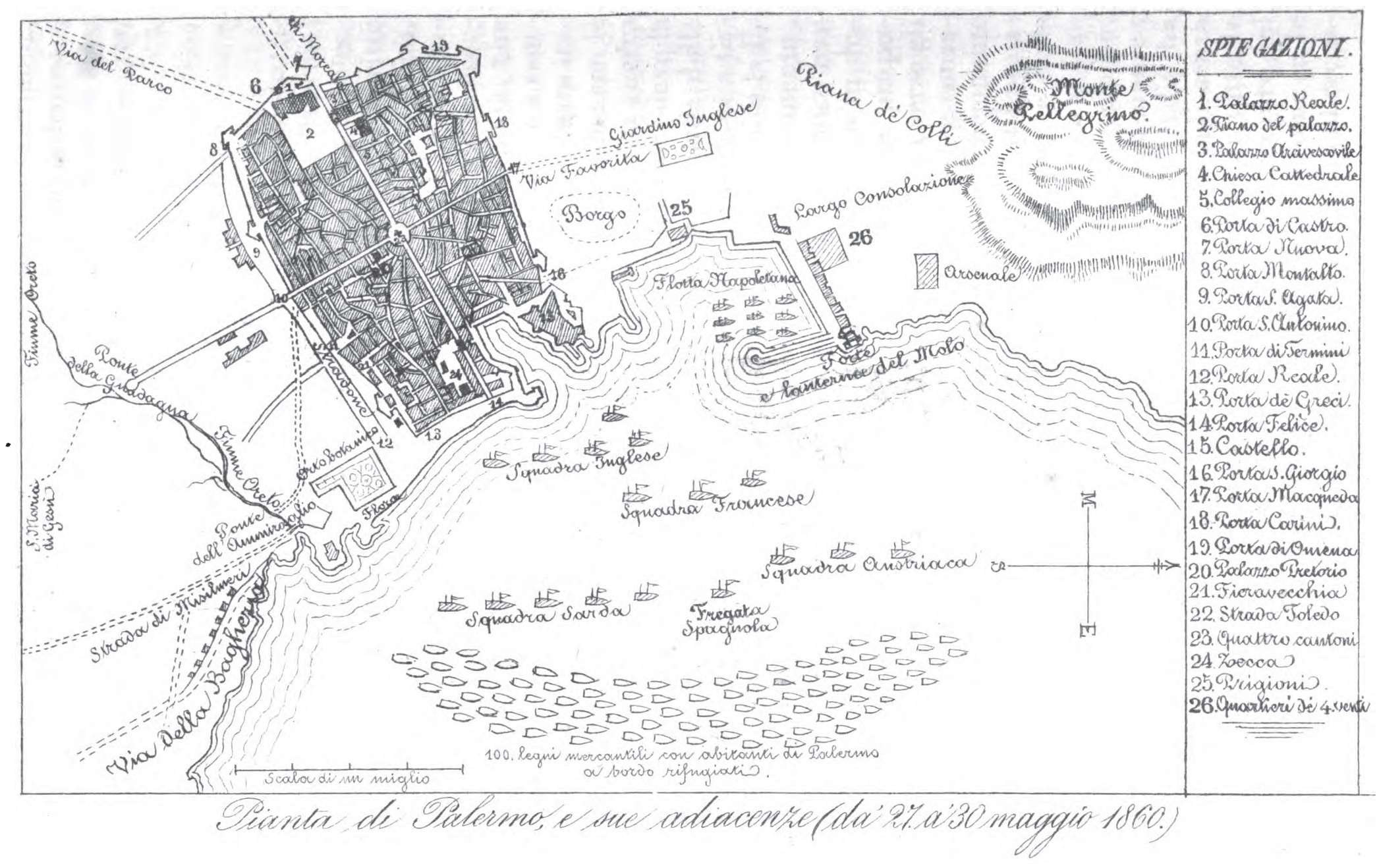
Plan de Palerme du 27 au 30 mai 1860

Avec sa défaite lors de la bataille de Calatafimi, le pouvoir des Bourbons se délite. Les partisans napolitains quittent Palerme pour Naples, et les puissances étrangères (Royaume-Uni, Autriche, France, Piémont, Espagne et États-Unis) mouillent des navires guerre pour assurer la protection de leurs concitoyens mais surtout pour surveiller le déroulement des combats.
L'expédition, qui débute vers onze heures du matin depuis Misilmeri, arrive vers midi à Gibilrossa. Il y a environ quarante escouades siciliennes, avec des effectifs qui varient de 20–30 hommes à 200, que Garibaldi passe en revue. Par la suite, il choisit l'avant-garde et promet une récompense de 8 000 onze pour celui qui plantera le premier le drapeau tricolore sur le palais municipal de Palerme. Au crépuscule, la descente vers Palerme commence avec comme consignes de respecter le silence le plus absolu et de ne pas tirer avant le lever du jour. Trois officiers britanniques, deux américains et le correspondant du The Times ainsi que le Hongrois Nándor Éber se joignent à l'expédition depuis Gibilrossa, ce dernier confie des informations du Comité révolutionnaire de Palerme et à sa demande, il est incorporé parmi les Mille. Grâce à ces informations, Garibaldi réussit à savoir quelle est la zone la moins protégée, le côté sud-est qui fait face à la mer.

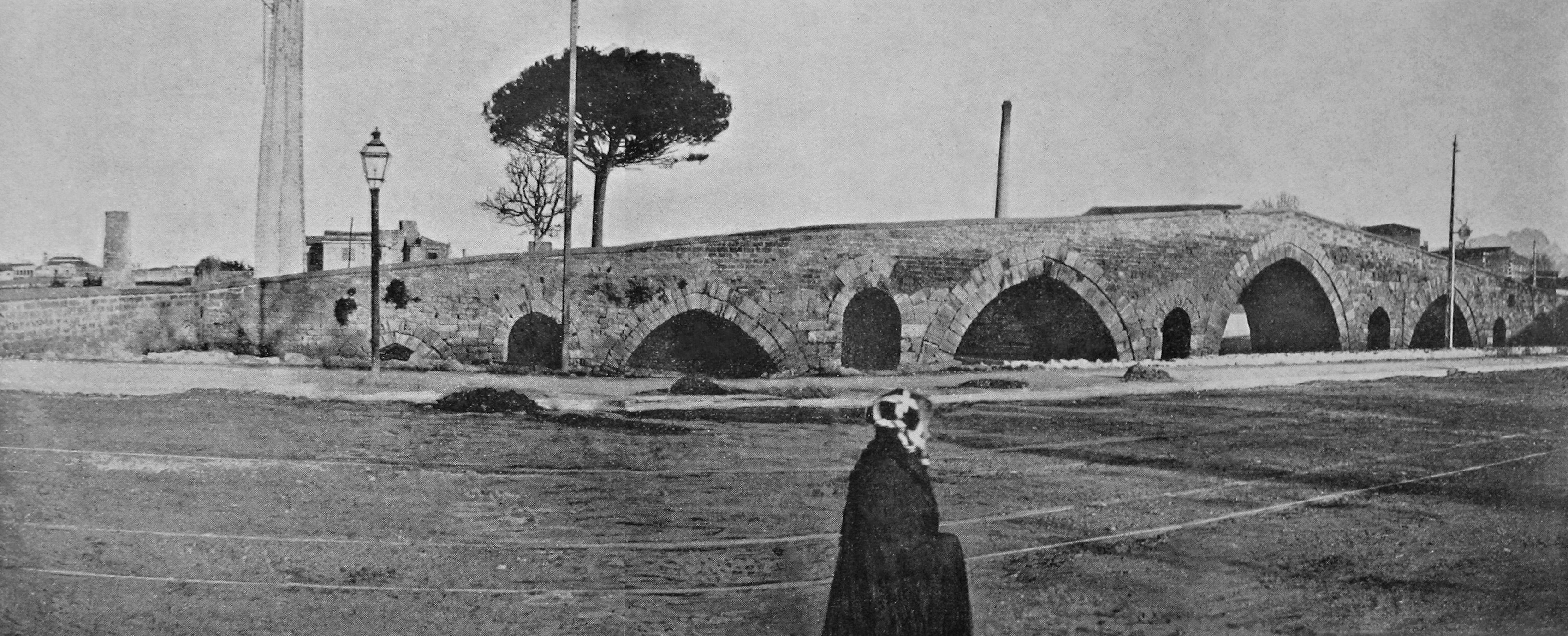
Pont de l'Ammiraglio (1910)

Après avoir passé les falaises de la montagne, les assaillants suivent la route menant à la ville et, à deux heures du matin, ils arrivent à Acqua dei Corsari (it). Ils font une halte et se placent, selon les ordres de Garibaldi, en deux rangées sur le bord de la route. L'avant-garde se compose de trente chasseurs des Alpes du major Lajos Tüköry accompagnée et suivie par les hommes de La Masa. Juste avant l'aube, ils atteignent Settecannoli, un quartier de Palerme, où les Siciliens, transgressant les ordres, commencent à tirer et font perdre l'avantage de la surprise. Cela permet à environ 200 soldats bourboniens stationnés près du pont de l’Amiral d'engager un tir de barrage qui cause des ravages dans les troupes siciliennes qui se dispersent partiellement dans les champs. Les chasseurs des Alpes et une partie des Siciliens répondent aux tirs et l’assaut qui s'ensuit provoque la fuite des soldats napolitains, permettant ainsi au reste des volontaires de traverser le pont. Ils sont l'objet d'un feu nourri de la part de troupes présentes sur le pont de la Guadagna et beaucoup sont blessés, Lajos Tüköry est touché à mort, aussi Garibaldi envoie une compagnie pour prendre à revers les bourboniens et mettre fin aux tirs. Pendant ce temps, de nombreux Garibaldiens réussissent à entrer dans la ville, grâce aussi au fait que les 59 soldats bourboniens du 9e de ligne, placés derrière un talus et qui jusque-là avaient résisté aux assauts, ne voyant pas les renforts arriver, se replient vers l'église San Cataldo.
Après être entrées, les escouades se dirigent vers la place Fieravecchia, lieu symbolique où avait commencé la révolution sicilienne de 1848. Les cloches sonnent le tocsin afin de signaler l'entrée dans Palerme des Garibaldiens et de la population insurgée. Dans le même temps, un navire de guerre placé en face de la Via San Antonino (aujourd'hui via Lincoln) commence à tirer pour empêcher l'accès à la porte Termini. L'endroit est pris sous le feu des soldats présents à la porte Sant'Antonino et de la caserne qui se trouve à proximité. Les assaillants attendent l'intervalle de temps entre deux tirs du navire pour traverser le carrefour devant la porte. Pour faire passer Garibaldi, les hommes construisent une barricade d'objets divers permettant ainsi son entrée dans la ville à quatre heures du matin.
En une heure, les escouades occupent environ la moitié de la ville mais à midi, depuis le Castello a Mare, le bombardement des habitations commence, menace que Lanza avait déjà proférée en cas d'insurrection. Les canons du Palais royal ainsi que ceux de deux frégates présentes dans le port en font de même. Pendant ce temps, les combats se poursuivent sur toute la ligne de front.

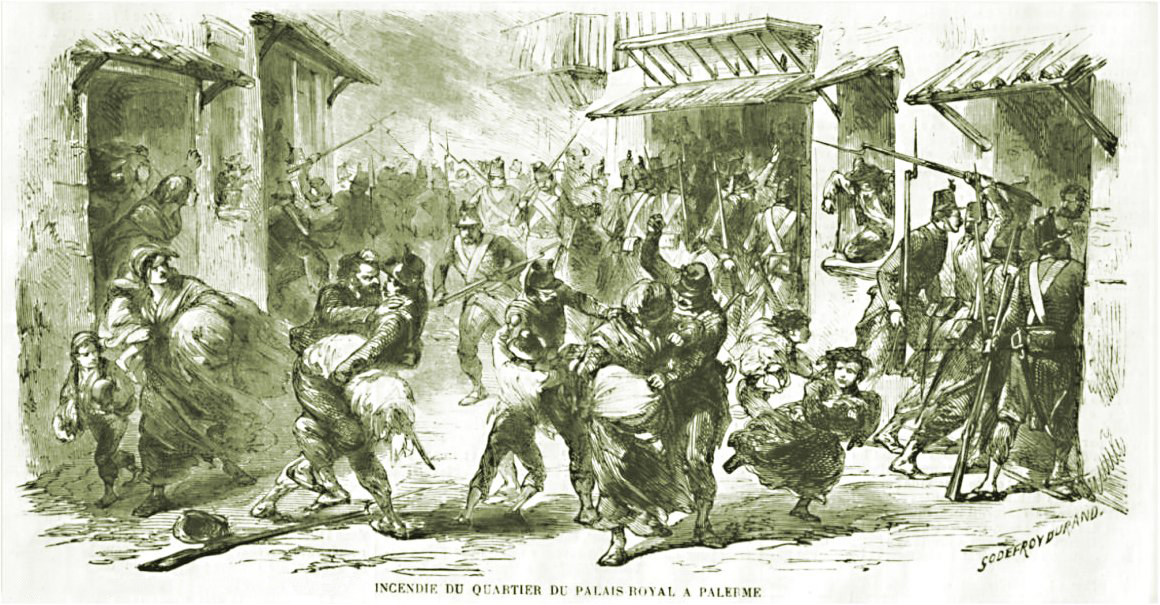
Les troupes royales commencent le saccage près de la porte de Castro avant de mettre le feu au quartier sud du palais royal

La réaction bourbonienne montre l'absence totale d'un plan d'action, se limitant à des actes de représailles envers la population, donnent souvent lieu à des tueries, des viols, des pillages et l'incendie d'habitations civiles. L'amiral britannique Mundy, présent dans le port, écrit à ce sujet : « un quartier entier, long de mille et large de cent yards est en cendre, des familles entières ont été brûlées vives avec leurs maisons, tandis que les atrocités des troupes royales sont indescriptibles », auquel s'ajoute la profanation et le vol dans les églises et les couvents.
La population, armée comme elle le peut, descend aussi sur le champ de bataille et construit partout des barricades. La bataille cesse seulement au début de la nuit ainsi que les bombardements qui ont causé plus de trente incendies. Le "Comité des barricades" est présidé par le médecin et futur sénateur Gaetano La Loggia. Garibaldi participe aux combats principaux, établit une nouvelle municipalité et nomme préteur le duc de Verdura, tout juste sorti de prison, crée une Garde nationale et instaure la peine de mort pour les délits de vol et de pillage afin de s'assurer le soutien des propriétaires.

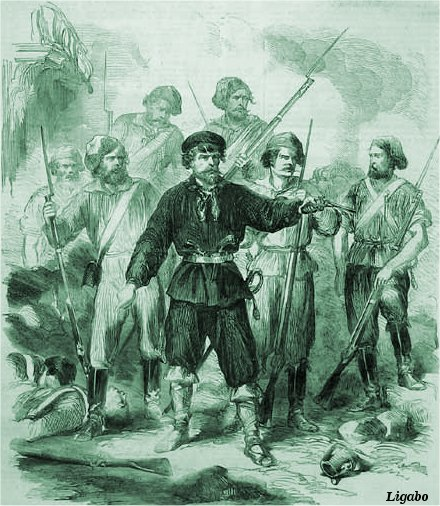
Giuseppe La Masa

Dans l'après-midi, la deuxième attaque se produit, menée par les escouades de Corrao (qui a remplacé Rosalino Pilo) qui se trouvent au nord-ouest de la ville. Ce côté est mieux défendu que le côté sud-est attaqué par Garibaldi. Pendant la journée, les hommes de Corrao échouent à entrer, mais par une attaque nocturne surprise sur les troupes stationnées place Sant'Oliva, ils pénètrent dans la ville et se barricadent dans la via Olivuzza. Corrao établit son quartier général dans le palais Butera (it). Peu après, les bourboniens lancent une importante contre-attaque destinée à restaurer les communications interrompues entre les deux points où se sont barricadées les troupes royales : le palais royal et le port de Palerme. Par quatre fois, les Napolitains lancent un assaut, le dernier d'entre eux avec l'artillerie, mais finalement ils se retirent vaincus. Le matin du 28 mai, Corrao, bien que blessé au front, fait son entrée dans la ville par la porte Maqueda.
L'attaque des escouades emmenées par Corrao partage en deux l'armée bourbonienne, et les troupes royales se retirent dans le palais royal et vers le Castello a Mare. Au même moment, les soldats en faction aux Grandi Prigioni (grandes prisons), quittent leurs postes afin de ne pas être isolés, permettant ainsi aux détenus, y compris les prisonniers politiques, de s'échapper et aller, pour la plupart, gonfler les rangs des insurgés.
Le 29 mai au matin, les soldats près du Palais Royal, à court de vivre et peut-être aussi de munitions, font un gros effort pour rejoindre les forces présentes au Castello a Mare. Les combats ont lieu sur les barricades et de manière intense près du Duomo, du Palais royal et du Papireto (it). Les décisions de Garibaldi sont efficaces et la tentative échoue. Les troupes du Palais Royal se retrouvent ainsi presque totalement dépourvues de nourriture et de munitions alors que dans le Castello, les bombes viennent à manquer. Le matin du 30 mai, les bombardements bourboniens cessent, dans la matinée, le général Lanza demande à Garibaldi d'entamer des négociations avec la médiation de l'amiral Mundy. Un cessez-le-feu est mis en place et un armistice à partir de midi.
La victoire qui se dessine court un grave danger. En effet, les importantes forces commandées par Von Mechel et dal Bosco (environ 3 000 hommes), trompées par la diversion à Piana dei Greci en suivant la colonne d'Orsini, sont rappelées par Lanza le 29 au soir et reviennent rapidement. Elles entrent dans la ville le 30 au matin par la porte Termini qui a été abandonnée en raison du déplacement des combats vers d'autres quartiers de la ville et de la trêve. L'armée trouve la porte et les zones environnantes sans trop de défenses. Ce contingent bourbonien est surtout constitué de mercenaires bavarois et suisses bien équipés et munis de cavalerie et d'artillerie. L'attaque est d'abord contrecarrée par le chef d'état major Giuseppe Sirtori puis par le colonel Carini (en), qui seront tous deux blessés. Lorsque les forces napolitaines rejoignent Fieravecchia, Garibaldi intervient accompagné d'un capitaine bourbonien qui impose aux commandants bourboniens de cesser immédiatement l'attaque en raison de la trêve déjà signée.
À deux heures de l'après-midi, Garibaldi, qui endosse l'uniforme de général piémontais, rencontre le général Letizia, représentant du commissaire extraordinaire, à bord du vaisseau britannique commandé par l'amiral Mundy. Garibaldi permet le libre passage aux blessés et aux provisions mais il s'oppose à ce que le Sénat de Palerme, qui constitue la municipalité, présente une « humble pétition à S. M. le Roi, exprimant les besoins réels de la ville », en disant que l'époque des « humbles pétitions » est finie. La trêve est établie jusqu'à 18 heures le lendemain.
Au retour au Palazzo delle Aquile, Garibaldi reçoit le major Bosco venu insister sur un des points de la trêve précédemment rejeté par le général. En la présence de celui-ci, Garibaldi prononce un discours à la foule qui s'est rassemblée et veut connaitre les conditions de l'armistice :
| « Il nemico mi ha proposto un armistizio, ch' io non aveva chiesto. I pianti delle donne, i lamenti dei feriti mi vi hanno indotto. Su un punto non ho voluto cedere perché umiliante per la generosa popolazione di Palermo, che si faccia una supplica e si chieda scusa al Borbone. Il nemico promette la costituzione del 12. Questo punto riguarda il popolo e io me ne rimetto al popolo. Ben inteso però, che se vuole accettarlo, a me non resta che riprendere i miei ed andarmene. Al popolo dunque di scegliere se accetta le proposte o vuole continuare la guerra » | L'ennemi m'a proposé un armistice, que je n'avais pas demandé. Les pleurs des femmes, les gémissements des blessés m'y ont conduit. Sur un point je n'ai pas voulu céder parce que humiliant pour le peuple généreux de Palerme, qu'il fasse une supplique et présente ses excuses aux Bourbons. L'ennemi promet la constitution de 1812. Ce point concerne le peuple et moi, je m'en remets au peuple. Il va de soi, cependant, que si vous voulez l'accepter, il ne me reste à moi et à mes hommes qu'à nous en aller. Au peuple donc de choisir, accepter les propositions ou vouloir continuer la guerre |

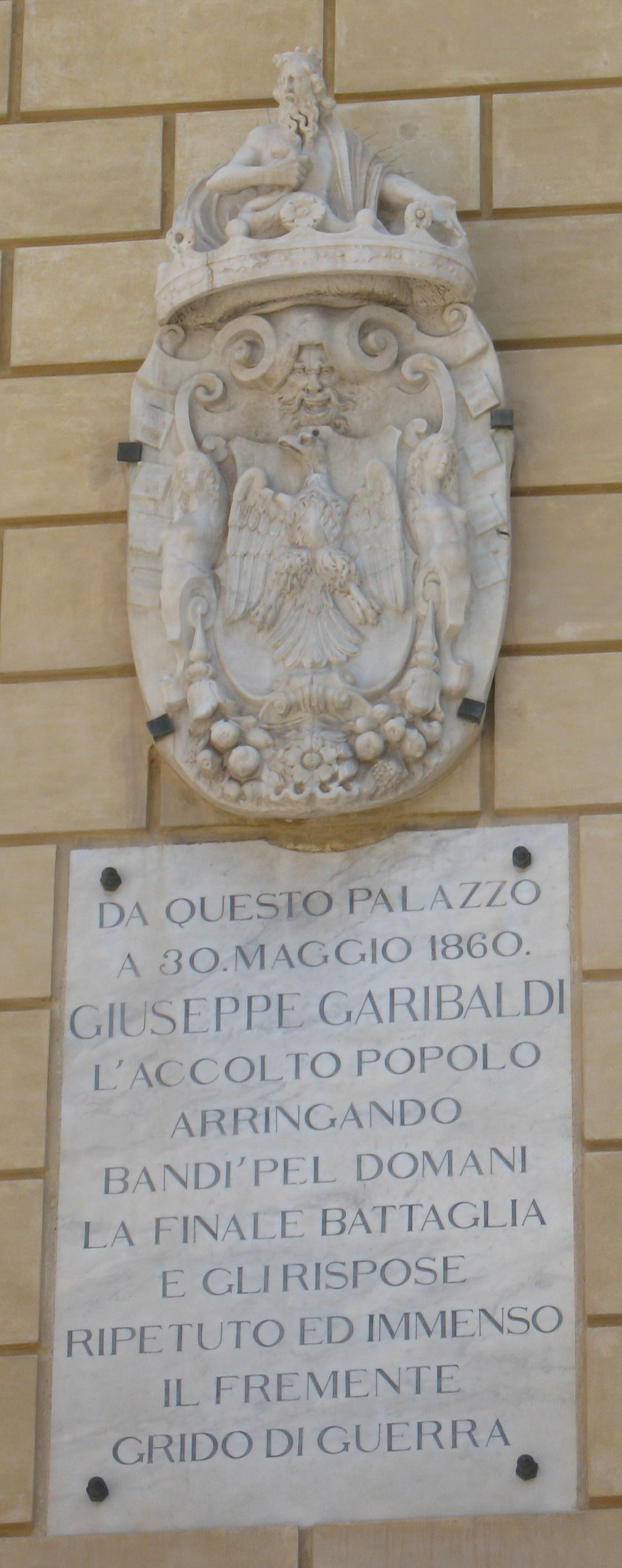
Plaque commémorative du Palazzo delle Aquile qui rappelle le discours de Garibaldi après la trêve

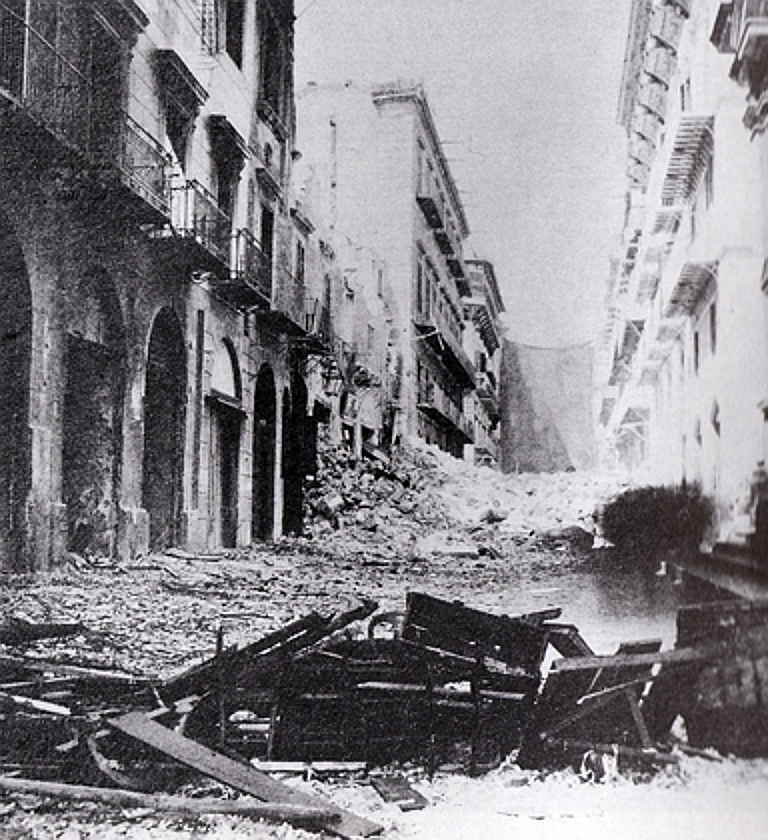
Premiers jours de juin : le quartier Quattro Venti, une bâche est tendue au travers de la rue pour empêcher les communications visuelles entre les troupes bourboniennes du château et leurs navires

À ces mots, la foule répond par un cri unanime de « guerre, guerre ». Garibaldi déclare se préparer dans ce sens et avec toutes les armes à la reprise des combats et congédie le major Bosco. Il fait préparer les barricades et les munitions pour contrer l'attaque des bourboniens qu'il juge imminente. Pendant ce temps, les bourboniens se préparent à réaliser un mouvement en tenaille en coordonnant les forces du Palais Royal et celles présentes à Fieravecchia, mais étant donné la ferveur du peuple de Palerme à se battre, Lanza demande que la trêve soit prolongée de trois jours et accepte que Garibaldi prenne possession du Palazzo della Zecca (Palais de la monnaie), situé près du port, et qui contient beaucoup d'argent. L'armistice prend une durée indéfinie,.

## Conséquences
Le 6 juin, la convention qui établit que les troupes bourboniennes abandonnent la ville de Palerme avec les honneurs militaires est signée.
La trêve établie, Garibaldi envoie Corrao à la rencontre de la colonne d'artillerie d'Orsini qu'il avait envoyé, dans sa manœuvre de diversion, au centre de l'île. La colonne, partie de Piana le 24 à 10 heures du matin arrive le jour suivant à Corleone. Le 27, elle engage le combat contre de Von Mechel et Bosco qui le suivent croyant qu'il constitue le gros des forces garibaldiennes. Elle perd deux de ses cinq canons, tandis que les trois autres sont cachés. Orsini depuis Corleone se déplace vers Bisacquino et Chiusa Sclafani, puis se replie vers Giuliana avec l'intention de parvenir à Sciacca d'où les membres de la colonne espèrent s'embarquer vers Malte. Le 29 au soir, la nouvelle de l'entrée des Mille dans Palerme arrive aussi Orsini décide de revenir en arrière. Récupérant ses canons cachés, avec l'aide d'Achille Campo, mécanicien du Piemonte, les pièces d'artillerie sont réparées dans un établissement de Sambuca. Arrivée dans la soirée du 5 juin à Misilmeri, Orsini rencontre Corrao, avec lequel il avait combattu en 1848. Le lendemain matin les forces réunies des deux commandants garibaldiens rejoignent Villabate et de là, elles suivent un détour pour éviter les forces bourboniennes encore présentes dans la capitale de l'île.
Le 7 juin, les troupes royales commencent à embarquer, et les dernières quittent la ville le 19 juin. La plupart des combattants siciliens ont regagné leurs foyers tandis que des Mille, il ne reste qu'une centaine d'hommes valides. Le 18 juin, la colonne forte de 2 500 hommes commandée par le général Giacomo Medici débarque à Castellammare del Golfo. Autant de combattants arriveront le 6 juillet. Grâce à la victoire de Palerme, la Sicile occidentale est libérée de la domination des Bourbons, mais l'armée bourbonienne se renforce dans la partie orientale, où les forces déployées passent de 5 000 à 22 000 hommes dont la plus grande partie, 18 000, près de Messine. Le 20 juin, de Palerme, Garibaldi envoie une division (la 15e de la nouvelle armée méridionale qu'il a lui-même constitué) commandée par Türr (plus tard remplacé par Eber) à Enna, avant de se diriger vers Catane sans rencontrer de résistance. Une autre colonne, forte de 1 200 hommes commandée par Bixio, part le 25 juin suivant le parcours Girgenti-Licata, puis elle s'embarque vers Terranova di Sicilia et de là, coupe pour Catane afin de rejoindre Eber. Enfin la colonne la plus importante se déplace sous le commandement de Medici directement sur la ligne Palerme-Messine.

## Sources
- (it) Cet article est partiellement ou en totalité issu de l’article de Wikipédia en italien intitulé « Insurrezione di Palermo » (voir la liste des auteurs).